# ジェシー・ワシントンリンチ事件
ジェシー・ワシントン（Jesse Washington）は、20世紀初頭に生きたアメリカ合衆国の黒人農場労働者である。10代だった彼は、1916年5月15日にテキサス州の郡庁所在地ウェーコで人種的動機によるリンチにかけられ死亡した。本項はこのリンチ事件について解説する。

## 概要
ワシントンはテキサス州ロビンソンの農村部において、彼の白人雇用主の妻、ルーシー・フライヤー（Lucy Fryer）をレイプし殺害したとして有罪判決を受けた。彼は郡裁判所（county court）から傍聴者たちによって引きずり出され、ウェーコの市庁舎前でリンチにかけられた。市の役人と警官を含む10,000人以上の観衆が集まりこれを見ていた。殺人を見物に来た白人たちの間にはお祭りのような雰囲気があり、昼食時には多くの子供たちが参加した。群衆の一群はワシントンの性器を切り取り、指を切断し、そして彼を火あぶりにした。ワシントンは2時間にわたり繰り返し火の中に上げ下ろしされた。鎮火後、彼の胴体は街中を引き回され、焼け焦げた体の一部は土産物として販売された。このリンチがエスカレートする様を職業カメラマンが撮影し、リンチ事件の経過の貴重な写真を残している。この時撮影された写真は印刷され、ポストカードとしてウェーコで販売された。
このリンチはウェーコの住民の多くから支持されていたが、アメリカ中の新聞から非難を浴びた。全米黒人地位向上協会（NAACP）はエリザベス・フリーマンを調査のために雇った。多くの住民がこの出来事について語ることを躊躇したものの、彼女はウェーコで詳細な調査を行った。フリーマンの報告書を受け取った後、NAACPの共同設立者かつ編集者であったW・E・B・デュボイスは、この悲劇の中で焼かれたワシントンの写真を特集した綿密な報告書をThe Crisis（NAACPの機関紙）上で公表し、NAACPは反リンチ運動の中で彼の死を大きく取り上げた。ウェーコは現代的かつ進歩的な都市であると考えられていたが、このリンチはその白人住民が人種的暴力を許容していることを証明した。ワシントンへの残虐な拷問と殺人は「ウェーコの恐怖（Waco Horror）」として知られており、この都市は人種差別的であるという評判が広まった。
歴史家はジェシーの死は後のリンチに対する見方を変える一助になったとしている。広範な否定的広報がリンチの慣習に対する公衆の支持を抑制した。1990年代と2000年代、一部のウェーコ住民がワシントンのリンチのモニュメントを建てるロビー活動を行ったが、ウェーコ市で幅広い支持は集まらなかった。リンチ事件100周年の2016年5月、ウェーコ市長はワシントンの親族とアフリカ系アメリカ人コミュニティーに謝罪する公式なセレモニーを行った。この事件を追悼する歴史的記念碑が設置されている。

## 背景

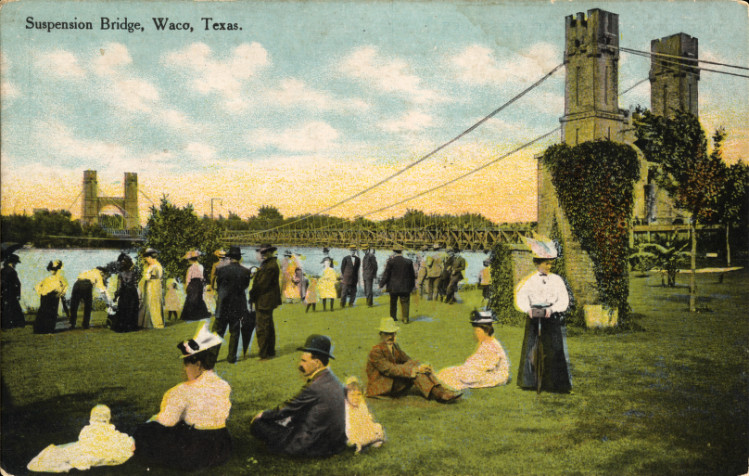
川岸にいるウェーコ住民の一団を描いた1911年のポストカード。この都市が牧歌的な土地柄を自らの在り様として指向していたことを反映し、フランスの画家ジョルジュ・スーラの「グランド・ジャット島の日曜日の午後」をモデルにしている。

19世末から20世紀初頭には数千件のリンチがアメリカ合衆国南部で発生した。主にフロリダ州、ジョージア州、ミシシッピ州、そしてテキサス州に住む黒人が標的になった。1890年から1920年の間に、約3,000人のアフリカ系アメリカ人が犯罪加害者であるとされ、リンチに参加した群衆によって殺害された。これらは法律の枠外で行われ、容疑者は刑務所や法廷から連れさられるか、逮捕される前に殺害された。リンチの支持者たちはこの慣行は黒人の犯罪性のためであるとし、彼らに対する優位を主張する手段として正当化した。リンチはまた移り行く人口構成と権力構造を持つ文化において白人の連帯感を醸成した。南部社会の多くにおいてリンチは容認されていたが、複数の宗教指導者と全米黒人地位向上協会（NAACP）がこの行為への反対者として登場した。
1916年当時、ウェーコは30,000人以上の人口を持つ繁栄した都市であった。19世紀には犯罪と結びつくようになったが、コミュニティーの指導者たちはこの評判を変えようとしており、牧歌的な土地柄であることを宣伝する代表団を全米に送っていた。1910年代までにウェーコの経済は強化され、この都市は敬虔だという評判を得ていた。黒人中流階級が二つの黒人大学とともにこの地域に出現した。1910年代半ば、黒人はウェーコの人口の約20パーセントを占めていた。ジャーナリストのパトリシア・バーンスタイン（Patricia Bernstein）はリンチの研究において2006年に、この都市は平和と体面の「薄いベニヤ（thin veneer）」を持っていると描写している。ウェーコには人種的緊張があり、地元の新聞は往々にして黒人が犯した犯罪を強調した。1905年には黒人のサンク・メジャース（Sank Majors）がリンチされ、ウェーコのダウンタウン近郊で橋に吊るされていた。ベイラー大学の学長を含む少数の反リンチ運動家がこの地域に暮らしていた。1916年には複数の要因によって現地の人種差別が盛り上がった。この要因には白人至上主義を助長し、クー・クラックス・クランを賛美した映画『國民の創生』の上映や、テキサス州テンプルで直近に発生したリンチの標的となった黒人男性の写真の販売などがある。

## 殺人と逮捕

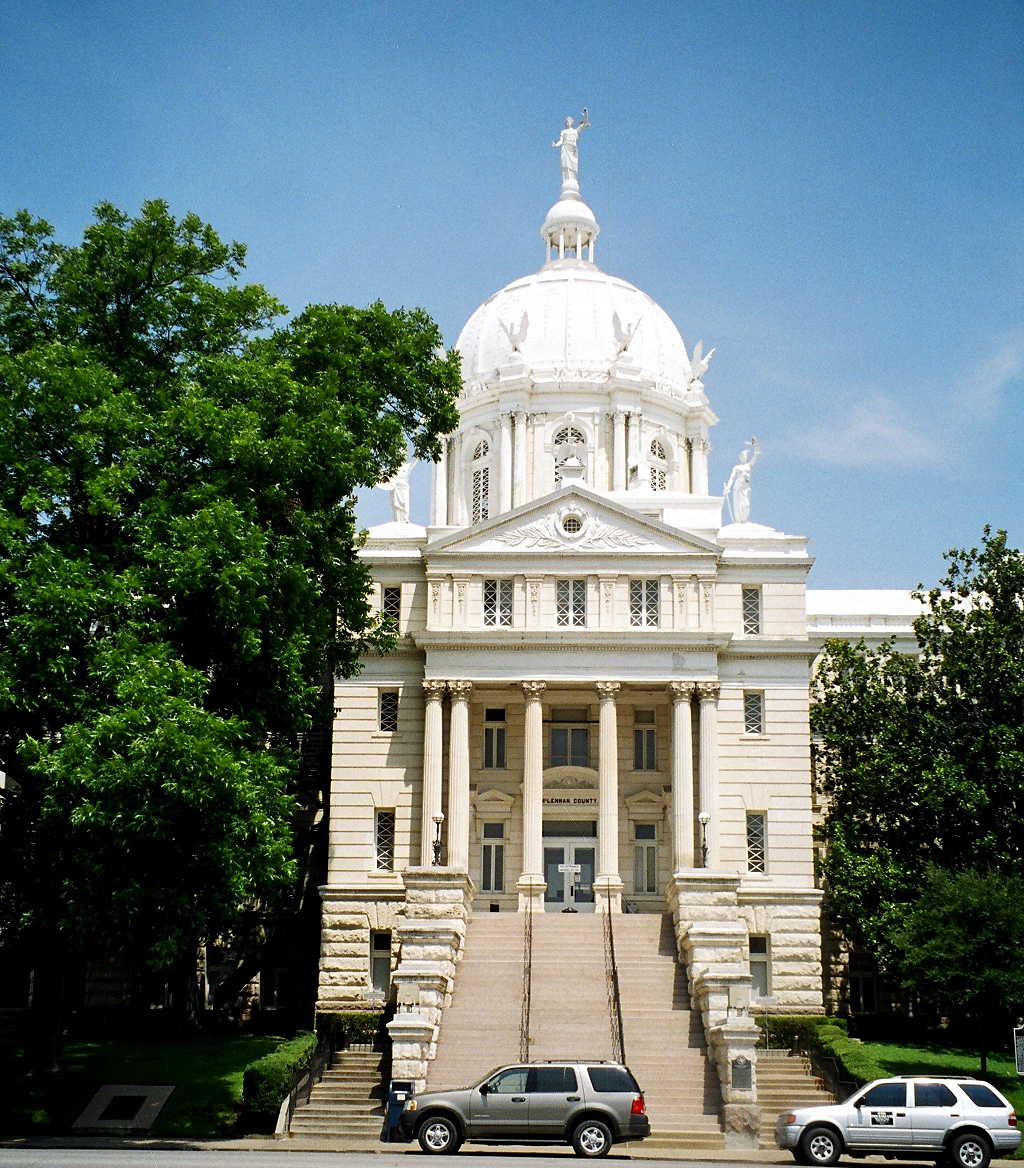
2006年のマクレナン郡裁判所

1916年5月8日、テキサス州ロビンソンで、ルーシー・フライヤーが1人で自宅にいるところを殺害された。彼女は殴打されて死亡し、農場の種子小屋（seed shed）の入り口に横たわっているところを発見された。死体の状況はおぞましい性的暴行の痕跡を示していた。当局は鈍器によって殺人が行われたと結論した。彼女と夫のジョージはイギリスからの移民であり、農場を経営し地元の尊敬を得ていた。この殺人事件の報せは迅速にマクレナン郡の保安官サミュエル・フレミング（Samuel Fleming）に伝わり、彼はただちに法執行官（law enforcement officers）、地元の男性グループ、そして医師からなるチームと共に調査を行った。医師はフライヤーが頭部に加えられた鈍器損傷によって殺害されたと結論した。地元の男性たちはフライヤー家の農場で5ヶ月働いていた17歳の黒人男性、ジェシー・ワシントンが疑わしいとした。ある男性はルーシーの遺体が発見される数分前にワシントンをフライヤー夫妻の家のそばで見たと証言した 。
その夜、保安官たちの代理人はワシントンの家に行き、血の付いた仕事着（overall）を着ている彼を家の前で発見した。彼はこの汚れは鼻血が付いたものだと言った。ジェシーと彼の兄弟ウィリアム、そして両親はウェーコの郊外に連れられ、郡の保安部門から質問を受けた。ジェシーの両親と兄弟はすぐに解放されたが、ジェシーは弁護士も両親も同席しないまま更なる尋問のために拘束された。ウェーコの質問担当者（questioners）は、ジェシーがフライヤーの死について関与を否定したが、その行動について矛盾した説明を行ったと報告した。ワシントン一家が逮捕された後、殺人事件の数日前にジェシーが白人男性と口論していたという噂が広まった。このような噂によって頻繁に容疑者やリンチの被害者が犯罪者とされた。
5月9日、保安官フレミングは自警団の行動を防ぐためワシントンをテキサス州ヒル郡へ連れて行った。ヒル郡の保安官、フレッド・ロング（Fred Long）はワシントンとフレミングから聞き取りをした。ワシントンは最終的に彼女の騾馬を巡っての口論の後、彼女を殺害したと供述し、凶器とその場所について説明した。ワシントンは遠くテキサス州ダラスへ移され、フレミングはロビンソンに戻った。フレミングはすぐにワシントンが供述した血のついたハンマーを発見したと報告した。ダラスでワシントンはフライヤー夫人をレイプし殺害したと口述し、それに署名した。この自白は翌日のウェーコの新聞に掲載された。新聞はワシントンの攻撃に対するフライヤー夫人の抵抗を記述し、この殺人を大々的に取り上げた。しかし、医師は彼女の体を調べ、彼女がいかなる抵抗もする前に殺害されたと結論付けていた。その夜、リンチのために集まった群衆が地元の刑務所を探し回ったが、ワシントンを見つけることができず解散した。地元紙は彼らの行動を賞賛した。また、同じ夜、ルーシー・フライヤーのための葬儀が親族によってささやかに行われ、彼女は埋葬された。
5月11日、大陪審がマクレナン郡で結審し、すぐにワシントンに対する起訴を決定した。この公判は5月15日に予定されていた。ウェーコのタイムズ・ヘラルド紙は5月12日に、ワシントンの運命を決定する司法制度に住民を参加させるよう求める告知を発表した。保安官フレミングは住民を落ち着かせるために5月13日にロビンソンに行った。彼の取り組みは好評であった。ワシントンには数名の経験の浅い弁護士が割り当てられた。この弁護士たちは答弁の準備をしておらず、公判の前日に彼は穏やかに見えたと記録した。

## 公判とリンチ

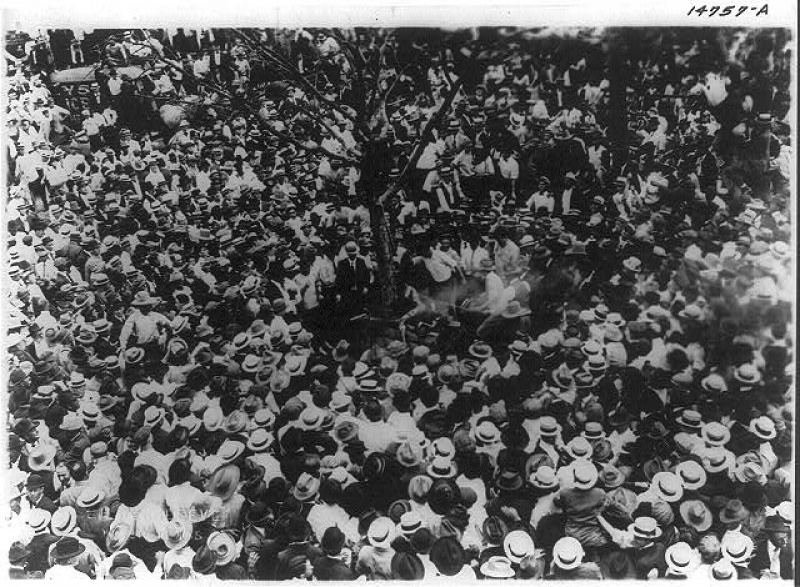
ワシントンのリンチを準備する群衆

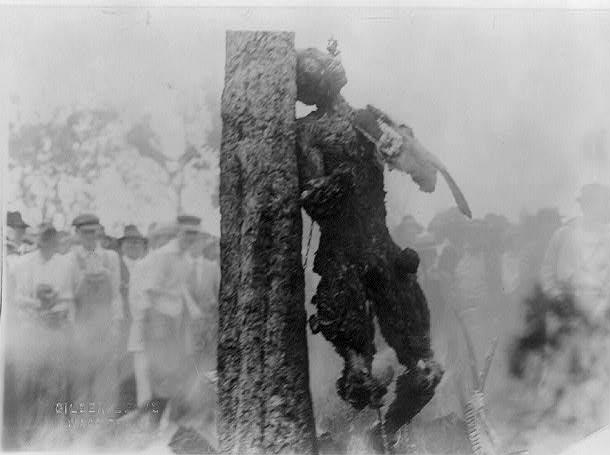
吊るされているワシントンの体

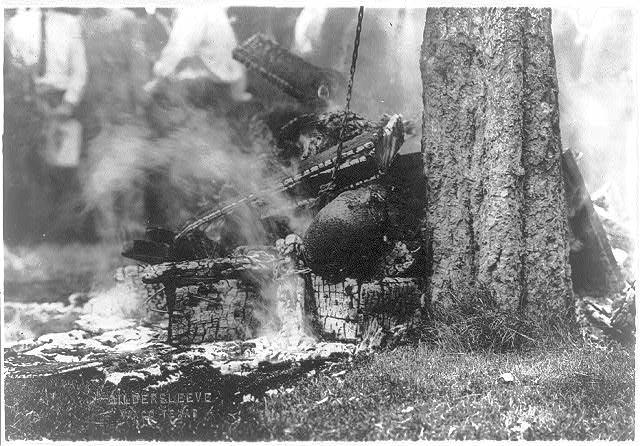
灰の中で焼け焦げたジェシー・ワシントンの死体

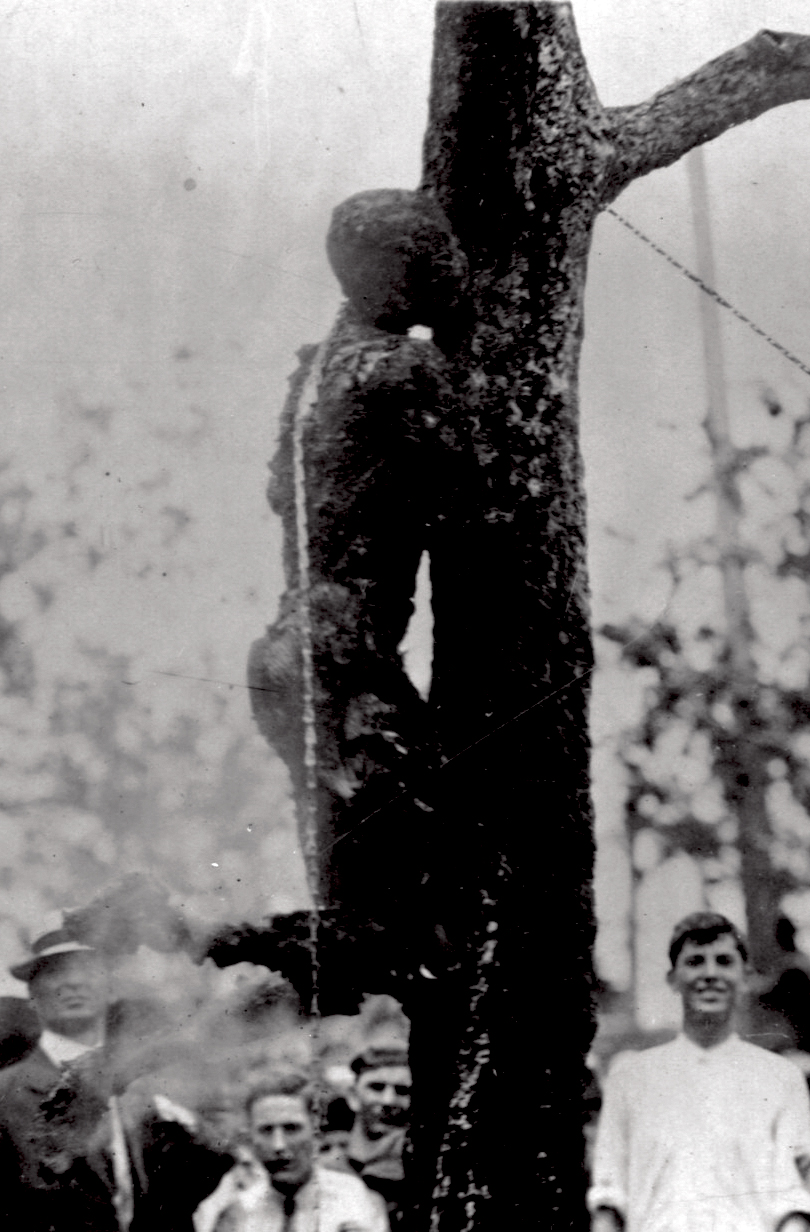
酷く焼け焦げたワシントンが木に吊るされている

5月15日、公判への期待の中で、ウェーコの裁判所はすぐに満員となった。群衆によって陪審員の入場に困難をきたす程であった。見物人も裁判所周りの歩道を埋め尽くし、2,000人以上の観客が集まっていた。参加者はほとんど全員が白人であったが、ウェーコの黒人コミュニティーからも僅かな人数がひっそりと参加していた。ワシントンが法廷に入場した時、傍聴者の1人が銃を彼に向けたが、迅速に制圧された。公判が開始すると、裁判官リチャード・アービー・モンロー（Richard Irby Munroe）は秩序を維持するための試みとして、傍聴者に静粛にするよう要求した。陪審員の選考は速やかに進み、弁護団は検察の選択に挑戦はしなかった。バーンスタインはこの公判は吊るし上げの雰囲気があったと述べている。裁判官モンローはワシントンに抗弁（plea）を求め、可能性のある判決を説明した。ワシントンは恐らく「はい（Yes）」と呟いた。裁判所はこれを有罪を認めたと解釈した。
検察が罪状について述べ、裁判所は法執行官（law enforcement officers）とフライヤー夫人の遺体を診た医師から聴取を行った。この医師はフライヤー夫人の死因について論じたが、レイプには言及しなかった。検察は休憩に入り、ワシントンの代理人は彼に犯行に及んだかどうかを尋ねた。ワシントンは「私がやったことです（That's what I done〔ママ〕）」と答え静かに謝罪した。首席検事（The lead prosecutor）は法廷に呼びかけ、公判は公正に行われていると宣言し、群衆に拍手を求めた。陪審は審理に送られた。
4分の審理の後、陪審員長は有罪判決と死刑宣告を発表した。この公判は約1時間で終わった。裁判官はワシントンの退廷に付き添うために彼に近づいたが、ワシントンに群がる群衆の波にはじき出され、群衆はワシントンを捕らえて外へ引っ張り出した。ワシントンははじめ抵抗し1人の男にかみついたが、直後に殴られた。彼の首に鎖が巻かれ、膨れ上がる暴徒によって市役所へ向けて引きずられた。ダウンタウンの通りで彼は裸にされ、突き刺され、鈍器で繰り返し殴られた。彼が市役所に連れてこられた時には、建物正面にある木の横に焚火のための薪が用意されていた。血まみれで意識朦朧としたワシントンに油がかけられ、鎖で木に吊り下げられて地面に降ろされた。群衆の一部が彼の指、つま先、性器を切断した。火がつけられ、ワシントンは焼死するまで繰り返し炎の中に上げ下ろしされた。ドイツの学者マンフレート・ベルクは処刑者たちが彼をすぐに絶命させず長く苦しませることを試みたと断言する。ワシントンは鎖をよじ登ろうとしたが、指が切断されていたため不可能であった。火は2時間ほどで消え、観衆にワシントンの骨や鎖などを記念に集めることが許可された。参加者の1人がワシントンの性器を保持し、子供たちのグループがワシントンの頭から歯を抜き取って土産物として販売した。火が消えるまでに、ワシントンの腕と足は胴体から焼け落ち、頭は焼け焦げていた。彼の体は木から外され、馬に繋がれて街中を引き回された。ワシントンのバラバラの遺体はロビンソンに運ばれ、その日の遅くに警察官が遺体を確保して埋葬するまで公に展示された。
テキサス州ではリンチは違法であったが、ジョン・ドリンズ（John Dollins）市長、ウェーコの警察長官ガイ・マクナマラ（Guy MacNamara）を含む10,000人と推定される群衆によってこのリンチの光景を作り出された。フレミング保安官は彼の代理人にリンチを静止しないように言い、事件の後に誰かが逮捕されることはなかった。バーンスタインはフレミングがその年の再選のために犯罪を厳しく取り扱っているとみなされたかったのではないかと推測している。ジョン・ドリンズ市長は政治的利益のために群衆を煽った可能性がある。ピーク時には群衆は15,000人に達した 。電話の普及によって、住民たちはかつてよりも素早くリンチについて知人たちに連絡して多数の観衆を集めることが可能になっていた。地元メディアはワシントンが焼かれた際に「歓喜の叫び（shouts of delight）」が聞こえたと報じたが、一部の参加者がこれを支持しなかったとも伝えた。Waco Semi-Weekly Tribune紙は数多くのウェーコの黒人住民が立ち会ったとしているが、バージニア大学の歴史学者グレース・ヘイル（Grace Hale）はそれは疑わしいと主張している。恐らく農村部の住民であるフライヤー一家とは繋がりがないウェーコの住民が参加者の大半を構成していた。何人かの農村住民がリンチの前に公判の証人としてウェーコを訪れた。リンチが正午に行われたので、地元の学校の子供たちは歩いてダウンタウンへ見物に訪れ、何人かは見やすい場所を得るため木に登った。多くの親たちが子供たちの参加を認め、リンチが白人至上主義の信念を強化することを望んだ。テキサス人の一部はリンチへの参加を若い男性の通過儀礼として見ていた。

## 余波
ウェーコに拠点を置くプロの写真家フレッド・ジルダースリーブは恐らく市長の要請によってリンチが行われる直前に市役所に到着し、この事件の写真を撮った。彼の写真は死後の犠牲者を写した典型的なリンチ写真ではなく、進行中のリンチについての貴重な描写を残している。ジルダースリーブの写真にはビルから撮影した群衆とワシントンの遺体の接写が含まれており、アシスタントによって撮影されたと見られるものが含まれている。ジルダースリーブはワシントンの遺体の周囲に集まった12歳までの青年たちを撮影主体とするポストカードを作成した。ジルダースリーブが撮影した写真に写っている人々は、自身がそこにいたことを隠そうとしていない。ベルクは彼らの写真に写ろうという熱意は、彼らがワシントンの死によって誰も起訴されないことを知っていたことを示していると考えている。幾人かのウェーコの住民はこのポストカードを市外の親族へ送ったが、何人かの地元有力者はこのポストカードの販売を止めるようにジルダースリーブを説得していた。彼らはこのポストカードが街のイメージを特徴付けることになることを恐れていた。
リンチの後、新聞はこの出来事を激しく非難した。1週間以内にこのリンチのニュースは遠くロンドンでも報じられた。ニューヨーク・タイムズの編集者は「文明化を装ってさえいない異国の地でさえ、重要な都市の通りで、住民の野蛮な歓声の中で人が焼き殺されることはない。」と述べた。ニューヨーク・エイジのジェームズ・ウェルドン・ジョンソンはリンチに参加した群衆のメンバーを「現在地球に住む人々の最底辺。」と描写した。南部の多くの新聞は以前はリンチを文明化社会の防衛として擁護していたが、ワシントンの死の後、彼らはそのような言葉は用いなかった。モントゴメリー・アドヴァーティサー紙は「この恐るべき、信じがたいエピソードに参加した人々以上に...未開人が残酷であったことはない。」と書いた。テキサス州では、ヒューストン・クロニクルとオースティン・アメリカンがリンチの参加者を非難したが、ウェーコ市を賞賛した。ダラス・モーニング・ニュースはこの出来事を報じたが、何等かの論説は発表しなかった。ウェーコではタイムズ＝ヘラルド（Times-Herald）はこのリンチについて論じることを控えた。ウェーコ・モーニング・ニュース（Waco Morning News）はリンチに不賛成であることを簡単に記し、ウェーコ市に対して不当な攻撃を加えていると思われる報道に批判を集中した。彼らはこのリンチについての批判報道を「聖人ぶっている（Holier than thou）」として非難する社説を投じた。ウェーコ・セミ＝ウィークリー・トリビューンの記者はリンチを擁護し、ワシントンは死に値するのであり、黒人はワシントンの死を犯罪に対する警告であると見るべきであると述べた。この新聞は後にリンチを非難したヒューストン・ポストの論説を挙げ、その記事をウェーコ市に対する攻撃の一部であると論じた。
地元の閣僚やベイラー大学の指導者らを含む数名のウェーコの住民がこのリンチを非難した。ワシントンの公判を担当した裁判官は後に、リンチに参加した群衆は「殺人犯（murderers）」であると述べた。陪審員長はNAACPに対して彼らの行動を認めていないと語った。リンチに立ち会った人々の一部は繰り返す悪夢とトラウマについて記録している。少数の市民がこのリンチへの抗議会（staging a protest against the lynching）を企画したが、報復や偽善性への懸念のために尻すぼみとなった 。このリンチのあと、町の役人たちは少数のグループの不当な行為があったとした。彼らの主張は写真で残された証拠と矛盾しているが、ウェーコの複数の歴史家がこの主張を繰り返している。ドリンスや警察長官ジョン・マクナマラへのネガティブな反響はなかった。彼らは群衆を制止しようとはしなかったが、ウェーコでの尊敬される立場を維持した。このような事件で一般的であった通り、このリンチを巡って誰も起訴されることはなかった。
ウェーコの黒人コミュニティーの指導者たちはフライヤー一家への弔意を公式に発表し、ワシントンへのリンチについては私的にしか不満を述べなかった。1つの例外はテキサスの黒人大学であったポール・クイン大学の新聞であったポール・クイン・ウィークリー（Paul Quinn Weekly）である。この新聞はリンチの参加者とウェーコの指導層への批判記事を複数公表した。記事の1つで、その記者はジェシー・ワシントンが無実でありジョージ・フライヤーが真犯人であるとする声明を出した。この新聞の編集者A. T. スミス（A. T. Smith）はその後、名誉棄損で有罪判決を受けた。ジョージ・フライヤーはまた、ポール・クイン大学も名誉棄損で訴えた。彼の激烈な反応はロビンソンの住民の一部に、妻の死について彼が関与しているという疑いを抱かせる原因となった。バーンスタインはジョージ・フライヤーがルーシーの殺害に何等かの役割を果たしていることは「ほとんどあり得ない」と述べているが、彼が何等かの罪を犯した「可能性の影」があることを記している。

## NAACPの調査と運動

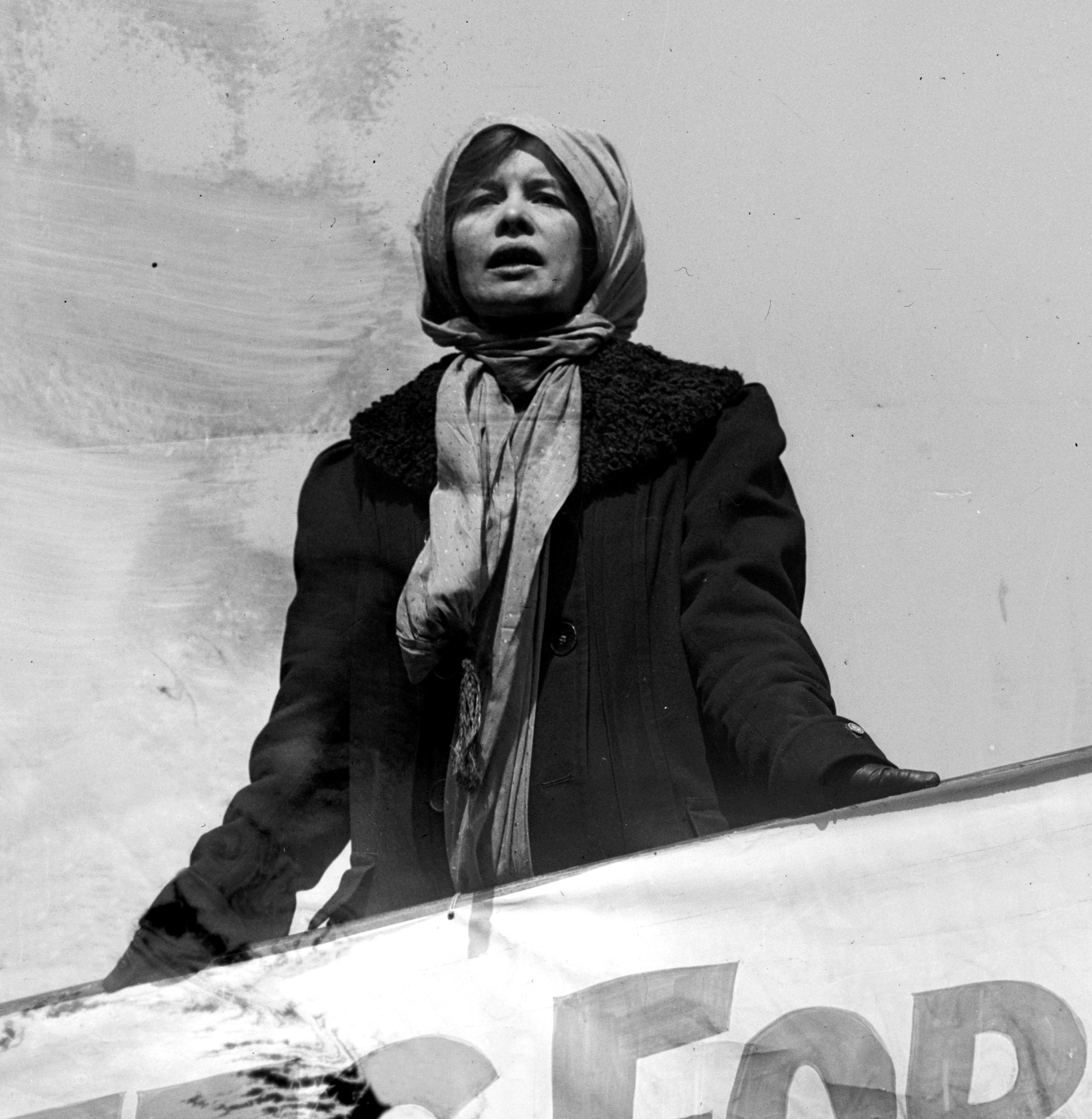
エリザベス・フリーマン、1913年

NAACPはニューヨーク市に拠点を置く婦人参政権運動家のエリザベス・フリーマンをこのリンチ事件の調査のために雇った。彼女は1915年の後半か1916年の初頭に婦人参政権運動の組織化を支援するためにテキサスに行き、5月初頭に全州大会のために既にダラスに入っていた。フリーマンはリンチ事件のすぐ後にウェーコで調査を開始し、ジャーナリストとして振る舞い人々にこの事件についてインタビューしようとした。彼女は町の役人たちと話をし、ジルダースリーブからリンチ事件の写真を入手した。彼は当初写真を提供することを嫌がっていた。彼女は自身の安全について心配したが、この調査への挑戦を楽しんでいた。ウェーコの指導者たちと話す時、彼女が北に戻った後にウェーコを批判から守ることを計画しているように装った。幾人かのジャーナリストはすぐに彼女を疑い、住民によそ者と話さないように警告した。地元のアフリカ系アメリカ人は彼女を温かく歓待した。
フリーマンはフレミング保安官と公判を受け持った裁判官の両方にインタビューした。それぞれがリンチについて批判されるいわれはないと言った。ワシントンを知る学校教師はフリーマンに、ワシントンが文盲であり、彼に文字を読むことを教えることはできなかったと話した。フリーマンは多くの人がワシントンがバラバラに引き裂かれたことに動揺してはいたが、白人住民は一般的にワシントンの有罪判決後のリンチを支持していたと結論付けた。彼女は法廷から彼を連れ出した群衆がレンガ職人、酒場の主人、そして複数の氷製造会社の社員によって主導されていたと判断した。NAACPはその人々を公式に特定はしなかった。フリーマンはワシントンが自身に対するフライヤー夫人の傲慢な態度に憤慨しており、フライヤー夫人を殺害したことを結論付けた。
W・E・B・デュボイスはこの残忍な攻撃のニュースに怒り、「キリストの勝利や人間文化の広がりについてのどのような話も、アメリカ合衆国においてウェーコのリンチのような行為が可能である限りにおいては無価値なたわごとに過ぎない」と発言した。フリーマンの報告を受け取った後、彼はワシントンの遺体の写真をNAACPのニュースレター、The Crisisのこの事件について論じる特別号の表紙に掲載した。この特別号のタイトルは「ウェーコの恐怖（The Waco Horror）」であり、7月号に8ページの補足として出版された。ワシントンのリンチ事件を指す「ウェーコの恐怖（Waco Horror）」という名称はデュボイスによって広められた。ただし、ヒューストン・クロニクルとニューヨーク・タイムズは既に「恐怖（horror）という用語をこの事件を描写するのに用いていた。1916年にはThe CrisisはNAACPの会員数の3倍に上る30,000部が発行された 。
The Crisisはかつてリンチ一般に反対する運動を行っていたが、これは具体的な攻撃についての画像を公表する最初の問題であった。NAACPの理事会（board）は当初このような画像を公表することを躊躇していたが、デュボイスは包み隠さず公表して議論をしてこそ、白人のアメリカ人の支持を変化させるだろうと主張した。この特集にはフリーマンがウェーコの住民から得たこのリンチ事件についての記録も掲載されていた。デュボイスはThe Crisisのこのリンチ事件の記事を書き、公表するためにフリーマンの報告を編集・整理したが、この問題について彼女を信用してはいなかった。デュボイスの記事は反リンチ運動を支持するように呼び掛けるものであった。NAACPはこの報告書を数百の新聞と政治家に配布した。この運動によって、このリンチ事件に対して広範な批判が寄せられた。多くの白人評者が南部の人々がリンチを祝う写真に動揺した。The Crisisはその後の特集でリンチの画像を更に掲載した。ワシントンの死はThe Crisis上で引き続き議論され続けた。オズワルド・ギャリソン・ヴィラードはThe Crisisの後の版で「ウェーコで行われた犯罪行為は我らのアメリカ文明に対する挑戦である」と書いた。
ザ・ニュー・レパブリックやザ・ネイションのような別の黒人新聞もまた、このリンチ事件について重要な報道を行った。フリーマンは彼女の調査について遊説するために全米を周り、世論の変化が法的行為以上の成果を成し遂げるかもしれない状況を維持しようとした。他にもワシントンに対するものと同じような残酷なリンチの事件があったが、写真が入手可能であったこととワシントンの死の状況がこの事件をcause célèbre（重要な裁判案件）にしていた。NAACPの指導者たちはワシントンの死に責任のある人々に対する法的闘争の立ち上げを望んだが、予想される出費のためにこれは断念された。
NAACPはこの頃財政的苦境に陥っていた。彼らの反リンチ運動は資金調達に一役買ったが、アメリカが第一次世界大戦に参戦すると運動の規模は縮小した。NAACP議長ジョエル・イライアス・スピンガーンは後にこのグループの運動は「リンチを国家的問題に類するものとして公衆の心に入れ込む」ものと位置付けられると述べた。バーンスタインは彼女の2006年のリンチの研究において、この反リンチ運動を「何年も続く戦いの裸一貫からの始まり」と描写した。
アメリカ合衆国におけるリンチ件数は1910年代後半、特に第一次世界大戦後に増加した。付け加えて、1919年の夏と秋は赤い夏と呼ばれ、北部と中西部を含む数多くの大都市で黒人に対する白人の人種的暴動が沸き起こった。これには戦後時代に退役軍人たちが社会復帰に苦しむ中での雇用と住宅を巡る競争にまつわる緊張が一部の起因となっていた。特にシカゴとワシントンD.C.では、暴動の中で黒人は激しく戦ったが、多数の死傷者と経済的損失を受けた。彼らは戦争への奉仕を通じ、市民としてより良い取り扱いを受けるべきであると考えていた。
1920年代には更なるリンチがウェーコで発生したが、これは部分的にはクー・クラックス・クランの復調に起因している。しかしながら、1920年代後半までにロイ・ミッチェルの処刑の場合のように、ウェーコの当局はリンチからの黒人の保護に取り組み始めた。当局はリンチによって生じるネガティブな広報が（ワシントンの死に続いたNAACPの運動のように）商業投資家を引き付けるための努力を妨げるであろうこと懸念した。NAACPはリンチを野蛮、未開人の行動として描くために戦い、この考えは最終的に公衆の心に根差していった。バーンスタインはウェーコ地域における「人種差別制度の最悪の公的残虐行為」を終わらせるための支援するNAACPの尽力を信じている。

## 分析と遺産
2011年、マンフレート・ベルクはワシントンは恐らく実際にフライヤー夫人を殺害したが、彼が彼女をレイプしたということは疑わしいと推測した。同じ年にサウスフロリダ大学のジュリー・アームストロング（Julie Armstrong）はワシントンは恐らく殺人とレイプの双方において無実であると主張した。バーンスタインはワシントンの動機は一度も立証されたことがないと記している。彼女はまた、彼の自白は強要されたものであるかもしれず、彼の知的能力が限られたものであった証拠があると述べている。彼女はこの殺人の凶器（恐らく、彼の有罪を証明する最も強力な証拠）は当局によって用意されたものであることをほのめかしている。
バーンスタインはワシントンへのリンチはその規模と場所故にユニークな事件であると述べている。このリンチは先進的であるという評判を持つ大都市で発生しただけではなく、残虐な拷問に興奮した10,000人もの観衆が参加した。同種の群衆による残虐行為は典型的には観衆の少ない小さな町で発生していた。ローワン大学のウィリアム・キャリガン（William Carrigan）は、テキサス中心部の文化においてはワシントンがリンチされる何十年も前から報復的な群衆の暴力は賛美され続けてきたのであり、この暴力の文化は、かくも凶悪な暴力が公に称賛され得ることを示していると主張している。ヘイルはワシントンの死はリンチの質的変化を示すシグナルであり、それが20世紀の近代化された都市で受容されたことを示していると断言している。彼女はワシントンのリンチは電話や安価な写真のような技術革新がリンチを行う群衆にどのように力を与えたか、しかしまた彼らの行動への社会的批判をいかに増大させたかを例証していると記している
2004年のリンチについての研究では、ピーター・エーレンハウス（Peter Ehrenhaus）とA. スーザン・オーウェン（A. Susan Owen）がこのリンチを血の生贄（blood sacrifice）と比較し、ウェーコの住民はワシントンの死の後、彼をコミュニティ内の悪そのものと見て、共同的な正義感（collective righteousness）を覚えたと主張している。バーンスタインはこのリンチ参加者の公然たる残虐行為を、中世イギリスの大逆罪で有罪となった人々を首吊り・内臓抉り・四つ裂きの刑に処す慣習と比較している。
イリノイ州立大学のエイミー・ルイーズ・ウッド（Amy Louise Wood）はこの事件について「リンチの歴史における決定的瞬間」と書き、ワシントンの死とともに「リンチ行為の崩壊の種がまかれ始めた」としている。またウッドは、荒々しい暴徒による攻撃の光景は以前は白人至上主義に恩恵をもたらしていたが、ワシントンの死が公表された後、反リンチ運動は人種的な動機による残虐行為のイメージをそのキャンペーンの中に組み込んだと強く主張している。キャリガンはワシントンの死はアメリカ合衆国における他のリンチ事件よりも多くの人々の注目を集めたかもしれないと記し、この事件は「テキサス中央部における群衆による暴力の歴史」の転換点であると見ている。それが誘発した非難の声はリンチを終わらせはしなかったが、そのような攻撃への公衆の支持を市の指導者が終わらせるのに一役買った。キャリガンはこのリンチは1993年のウェーコ包囲が起きるまで、「テキサス中心部の歴史において最も恥ずべき日」であったと述べている。
テキサス中心部におけるリンチの実行が抑制された後、リンチは地元の歴史家から僅かな関心しか払われなかった。だが、ウェーコは人種差別主義の評判（部分的にはアメリカの歴史教科書によって広められた）を拡大し、白人住民を苛立たせた。ワシントンへのリンチ後の数年間で、アフリカ系アメリカ人はしばしばウェーコを軽蔑し、また一部はウェーコの竜巻災害 (1953年)を天罰と見做した。ウェーコの白人指導者は公民権運動の間、この都市が再び汚名を負うのを避けたいという動機から非暴力的アプローチで応対した。
ブルース・ミュージシャンのサミー・プライスはワシントンのリンチに言及したHesitation Bluesのバージョンをレコーディングした。恐らくワシントンが死んだ時、子供のプライスはウェーコに住んでいた。ウェーコに拠点を置く小説家マディソン・クーパーはリンチを取り上げた。1952年の彼の小説Sironia, Texasの鍵となるイベントはワシントンの死を元にしていると考えられている。
1990年代、ウェーコの市議会議員ローレンス・ジョンソン（Lawrence Johnson）は公民権運動博物館でワシントンの絵を見て、このリンチ事件のモニュメントを作るロビー活動を始めた。2002年、別のウェーコ市議会議員レスター・ギブソン（Lester Gibson）はワシントンがリンチされた市役所に銘板（plaque）を設置するように提案した。彼は更にこの銘板にはウェーコ市からの謝罪が書かれるべきだと述べた。このアイデアは議論されたが成立しなかった。2000年代、この記念碑のアイデアはマクレナン郡の長官（commissioner）とウェーコ商工会議所によって復活した。ウェーコ・ヘラルド・トリビューン（Waco Herald Tribune）はこのリンチの現場の歴史記念碑設置を支援する社説を書いた。フライヤーの子孫の一部はこの記念碑の提案に反対した。リンチ事件100周年の2016年5月15日、ウェーコ市長は公式セレモニーでワシントンの親類に謝罪し、ワシントンのリンチを非難しこの事件の記念日を記した宣言を公表した。歴史的記念碑が現場に建てられている。

## 他のメディアにおける描写
- マディソン・クーパー（Madison Cooper）はこれらの出来事を探求する2巻の壮大な小説Sironia, Texas（1953）を書いた[116]。
- 2018年に公開された映画「ブラック・クランズマン」において、ハリー・ベラフォンテ演じる黒人活動家が黒人学生組織を訪問し、この事件を目撃した体験を語るシーンが存在する。

### 書籍
- Apel, Dora (2004). Imagery of Lynching: Black Men, White Women, and the Mob. Rutgers University Press. ISBN 978-0-8135-3459-6
- Armstrong, Julie Buckner (2011). Mary Turner and the Memory of Lynching. University of Georgia Press. ISBN 978-0-8203-3765-4
- Berg, Manfred (2011). Popular Justice: A History of Lynching in America. Government Institutes. ISBN 978-1-56663-802-9
- Bernstein, Patricia (2006). The First Waco Horror: The Lynching of Jesse Washington and the Rise of the NAACP. Texas A&M University Press. ISBN 978-1-58544-544-8
- Bernstein, Patricia (2007). “Waco Lynching”. In Paul Finkelman. Encyclopedia of African American History, 1896 to the Present: From the Age of Segregation to the Twenty-First Century. 5. Oxford University Press. ISBN 978-0-19-516779-5
- Carrigan, William D. (2006). The Making of a Lynching Culture: Violence and Vigilantism in Central Texas, 1836-1916. University of Illinois Press. ISBN 978-0-252-07430-1
- DuRocher, Kristina (2011). Raising Racists: The Socialization of White Children in the Jim Crow South. University Press of Kentucky. ISBN 978-0-8131-3001-9
- Gussow, Adam (2002). Seems Like Murder Here: Southern Violence and the Blues Tradition. University of Chicago Press. ISBN 978-0-226-31098-5
- Hale, Grace Elizabeth (1998). Making Whiteness: the Culture of Segregation in the South, 1890-1940. Vintage Books. ISBN 978-0-679-77620-8
- Lichtenstein, Andrew; Lichtenstein, Alex (2017). Marked Unmarked Remembered. A Geography of American Memory. West Virginia University Press. ISBN 9781943665891
- Nevels, Cynthia Skove (2007). Lynching to Belong: Claiming Whiteness Through Racial Violence. Texas A&M University Press. ISBN 978-1-58544-589-9
- Rice, Anne P. (2003). Witnessing Lynching: American Writers Respond. Rutgers University Press. ISBN 978-0-8135-3330-8
- SoRelle, James M. (2007). “The "Waco Horror": The Lynching of Jesse Washington”. In Bruce A. Glasrud and James Smallwood. The African American Experience in Texas: An Anthology. Texas Tech University Press. ISBN 978-0-89672-609-3
- Waldrep, Christopher (2009). African Americans Confront Lynching: Strategies of Resistance from the Civil War to the Civil Rights Era. Rowman & Littlefield. ISBN 978-0-7425-5272-2
- Wood, Amy Louise (2009). Lynching and Spectacle: Witnessing Racial Violence in America, 1890-1940. University of North Carolina Press. ISBN 978-0-8078-3254-7
- Zangrando, Robert L. (1980). The NAACP Crusade Against Lynching, 1909-1950. Temple University Press. ISBN 978-0-87722-174-6

### 雑誌
- Francis, Megan Ming (2011). “The Battle for the Hearts and Minds of America”. Souls: A Critical Journal of Black Politics, Culture, and Society 13 (1):  46-71. doi:10.1080/10999949.2011.551477.
- Ehrenhaus, Peter; Owen, A. Susan (July-October 2004). “Race Lynching and Christian Evangelicalism: Performances of Faith”. Text and Performance Quarterly 24 (3/4):  276-301. doi:10.1080/1046293042000312779.
- Wood, Amy Louise (2005). “Lynching Photography and the Visual Reproduction of White Supremacy”. American Nineteenth Century History 6 (3):  373-99. doi:10.1080/14664650500381090.

### 新聞
- Blumenthal, Ralph (2005年5月1日). “Fresh Outrage in Waco at Grisly Lynching of 1916”. The New York Times 2012年4月19日閲覧。{{cite news}}:  CS1メンテナンス: ref=harv (カテゴリ)
- Moreno, Sylvia (2006年4月26日). “In Waco, a Push To Atone for The Region's Lynch-Mob Past”. The Washington Post 2012年4月19日閲覧。{{cite news}}:  CS1メンテナンス: ref=harv (カテゴリ)

### Webサイト
- “The Crisis Vol. 12, No. 3”. Digitized Journals.  Modernist Journals Project. 2012年5月15日閲覧。